# Chabuata ampla
Chabuata ampla är en fjärilsart som beskrevs av Walker 1857. Chabuata ampla ingår i släktet Chabuata och familjen nattflyn. Inga underarter finns listade i Catalogue of Life.